# Nicolaas Godfried van Kampen
Nicolaas Godfried van Kampen, född 15 maj 1776 i Haarlem, död 15 mars 1839 i Amsterdam, var en nederländsk historiker.
Kampen innehade sedan 1829 en lärostol i nederländska språket, litteraturen och historien vid Atheneum Illustre i Amsterdam. Bland hans arbeten, som mera röjer omfattande kunskaper än djup i forskningen, kan nämnas Geschiedenis der fransche heerschappij in Europa (åtta band, 1815–23), Geschiedenis der letteren en wetenschappen in de Nederlanden (tre band, 1821–26), Geschiedenis der kruistogten nar het oosten (fyra band, 1822–26), Geschiedenis der nederlanders buiten Europa (tre band, 1831–33), Geschiedenis van den vijftienjarigen vrede in Europa (två band, 1832) och Geschichte der Niederlande (två band, 1831–33; i Arnold Hermann Ludwig Heerens och Friedrich August Ukerts "Geschichte der europäischen Staaten").